# گروه موسیقی ایلیا

## عنوان
```
  بیوگرافی (کوتاه) 
```

علی اصلانکش هنرمند موسیقی
خواننده و ترانه سرا ایرانی که در استودیو خانگی شخصی خود به تنهایی در حال فعالیت است. 
```
  متولد و (زندگی شخصی) علی اصلانکش 
```

علی اصلانکش در شهر تبریز روز 02 اسفند ماه 1370 به دنیا چشم واکرد. 
و در خانواده ای مذهبی و پرجمعیت بزرگ شد.  
علی اصلانکش 5خاهر دارد، چون پدر و مادرش میخواستن پسر دار بشن (ولی دختر می‌شد) ۵خاهر که همه از علی بزرگ تر است.  
تا علی به دنیا میاد و 4سال بعد اتفاقی باز صاحب یک پسر دیگر می‌شوند. 
5خاهر 2برادر هستن. 
خاهر‌ها از علی اصلانکش بزرگتر هستن و برادرش 4،5سال از علی کوچکتر است. 
```
  پروفیل‌ها 
```

YouTube
YT music
SoundCloud
Spotify
و برنامه‌های اجتماعی علی اصلانکش
Instagram(music)
Instagram(Personal)
Facebook

### درباره
```
  درباره ما 
```

هنرمند: علی اصلانکش
ژانر:  رپ و هیپ هاپ
استودیو:  علیمبت 
گروه:  ایلیا 
خواننده و ترانه سرا ایرانی که در استودیو خانگی شخصی خود به تنهایی در حال فعالیت است. 

#### جدول هنری هنرمند موسیقی
```
  علی اصلانکش AliAslankosh 
```